# Friesenhausen (Aidhausen)
Friesenhausen ist ein Gemeindeteil der Gemeinde Aidhausen im unterfränkischen Landkreis Haßberge in Bayern.

## Geschichte
Im Jahre 824 schenkte ein gewisser Frieso zusammen mit Cunibraht der Reichsabtei Fulda drei Joch Feld in der heutigen Gemarkung Friesenhausen. Frieso könnte daher auch der Namensgeber des Ortes sein, denn Friesenhausen bedeutet die Behausung (Häuser) des Frieso. Die Urkunde vom 18. oder 19. Juli 824 bezieht sich zweifelsfrei auf den am Fuße des Haßbergs gelegenen Ort, denn die Lage des geschenkten Grundbesitzes wird mit „Frisenhus […] in pago Grapfeld“, also Friesenhausen im Grabfeldgau, näher bezeichnet. Damals zählte man die direkt an der Südseite des Haßbergs gelegenen Orte noch zum Grabfeldgau. Diese Präzisierung ist deshalb so wichtig, weil erst in jüngster Zeit eine andere fuldische Urkunde aus dem Jahre 816 fälschlich auf das hier behandelte Friesenhausen, Kreis Haßberge, bezogen wurde.
Bis zum Jahre 1290, in dem ein Goteboldus von Friesenhausen in einer Schenkungsurkunde erwähnt wurde, ist keine weitere zuverlässige schriftliche Quelle aus der Frühzeit bekannt. Erst im 14. Jahrhundert lassen sich dann mehrere Zeugnisse ausmachen, die unter anderem die Gebrüder Karl und Aplo von Heldritt nennen. Um 1317 und nochmals 1322 wurden die Brüder Herbord und Fritzo von Abersfeld dort mit Zehnt belehnt. In jenem Jahrhundert wurden auch die Herren von Bibra, das Hochstift Würzburg und Dietz, Truchseß von Wetzhausen erwähnt. Karl Zollner von Rottenstein (Rotenstein) war 1355, Kunz, Hans und Otto Zollner waren 1400 dort begüterte Lehensträger. Die meisten von ihnen dürften nicht dort gewohnt haben, sondern bezogen dort nur Einkünfte. Dagegen wird 1407 Kunz Zollner „der Junge“ ausdrücklich als „von Rotenstein zu Friesenhausen“ bezeichnet, woraus abgeleitet werden kann, dass zu dieser Zeit bereits ein befestigter Hof oder eine Burg im Ort bestand. Die älteste sichere Inschrift am heutigen Schloss datiert zweifelsfrei auf 1593(!). Wenngleich offenkundig auch ältere Bauteile integriert sind, fand 1593 eine Überformung im Renaissancestil statt. Bauherren waren unter anderem die Herren von Steinau, genannt Steinrück, die schon seit 1398 in Friesenhausen begütert waren, als ein Karl von Steinau die Hälfte des Ortes kaufte. Ein Junker Zobel sowie die Familie der Marschalk von Ostheim sind für 1620 bezeugt. Ein Allianzwappen Ostheim-Steinau befand sich noch um 1912 im Schloss. Es gab spätestens seit dem Ausgang des Mittelalters zwei Adelssitze in Friesenhausen, beide von Wassergräben umgeben, wie dies bei Herrenhäusern in der Ebene üblich war. Von dem zweiten ist nur noch eine Grundrisszeichnung einer kleinen Burg mit mächtigem Rundturm und kleinerem Eckturm inmitten eines Sees überliefert, dazu die Information, dass diese zuletzt als „truchseßisch“ bezeichnet und im Jahre 1741 abgebrochen wurde.
Mit dem Jahr 1404 trat durch die Nennung in einem Lehnsbuch die Pfarrei Friesenhausen als bereits bestehend in das Licht der Geschichte, ihr Gründungsdatum ist jedoch unbekannt. Mutterpfarrei dürfte Hofheim gewesen sein. Kurze Zeit später, anlässlich der Gründung einer (Rosen-)Kranzbruderschaft zu Hofheim am Martinstag des Jahres 1407, wurde auch ein Pfarrer Heinricus aus Friesenhausen als Mitbruder genannt. Beinahe so alt ist die später evangelisch gewordene, noch heute bestehende gotische Pfarrkirche St. Georg, die am Türsturz des Turmaufgangs die Jahreszahl „1510“ und in einem Schlussstein des Chorgewölbes die Datierung „1521“ zeigt. Zwei weitere Schlusssteine des netzgewölbten Fünfachtelchors sind mit den Wappen der Zollner von Rottenstein und der Truchseß von Wetzhausen geschmückt, woraus deren führende Stellung zu jener Zeit im Ort geschlossen werden kann. Diese Familien dürften gegen 1550 auch die Reformation in Friesenhausen eingeführt haben. Es gab immer Katholiken in Friesenhausen, denn die Benediktinerabtei Theres am Main hielt lange zwei Höfe in ihrem Besitz, deren Hausgenossen als Thereser Untertanen zum katholischen Bekenntnis verpflichtet waren. Einige interessante Epitaphien sowie eine schmucke neugotische Orgel verleihen dem später nach lutherischer Gewohnheit mit Emporen umgebenen Kirchenraum ein stimmungsvolles Ambiente. Leider wurde im Zuge einer neugotischen Baumaßnahme 1862, die eine westliche Blendfassade und eine Turmaufstockung auf etwa 35 m mit sich brachte, ein spätgotischer Flügelaltar veräußert, von dem nur eine fotografische Aufnahme erhalten blieb. Zur Ausstattung gehört heute noch ein sechseckiger Taufstein aus der Zeit um 1600, gestiftet von den Marschalk von Ostheim, deren Wappen er auch trägt.
War die lutherische Lehre seit etwa der Mitte des 16. Jahrhunderts, den Ortsherrschaften entsprechend, das beinahe ausschließliche Bekenntnis im Ort, änderte sich dies mit den Herrschaftsverhältnissen am Ende des 17. Jahrhunderts erheblich: 1692 kaufte der Würzburger Fürstbischof Johann Gottfried II. von Guttenberg (reg. 1684–1698) ein Renaissance-Wasserschloss, von dem Teile noch im heutigen Schlossbau erhalten sind, aus der Hand des Georg Sigmund Marschalk von Ostheim als Privatbesitz. Anschließend erwarb er 1696 von Johann Gottlieb Zobel von Giebelstadt auch die heute nicht mehr vorhandene mittelalterliche Wasserburg. Eine weitere Ausweitung seines Einflusses in Friesenhausen machte Guttenbergs unerwarteter Tod 1698 zunichte. Schon 1699 veräußerten die Erben dessen Besitz an den Stiftspropst zu Neumünster, gleichzeitig Domherr zu Würzburg und zu Bamberg, der später in Würzburg sogar zum Dompropst aufsteigen sollte, Johann Philipp Fuchs von Dornheim (1646–1727). Wie bereits Guttenberg forcierte auch er die Ansiedlung von Katholiken, vor allem als Bedienstete im Schloss, beziehungsweise als Arbeitskräfte auf seinem Gutshof, dazu einige Handwerker im Gutsbezirk. So weist eine Zählung im Jahre 1699 schon 25 katholische Haushalte auf, 28 lutherische und 2 jüdische. In einem „Turmzimmer“ des alten Schlosses, gemeint ist wohl die abgegangene Seeburg, wurde eine katholische Kapelle eingerichtet, die Seelsorge übernahm der Kaplan von Hofheim.
Einem Domherren, der übrigens auch Domscholaster in Würzburg war, also für das Schulwesen im Bistum Verantwortung trug, darüber hinaus ein naher Verwandter des regierenden Fürstbischofs Johann Philipp II. von Greiffenclau war, war eine standesgemäße Schlosskapelle zweifelsfrei eine Frage des Prestiges. So ließ er von 1713 bis 1715 vom Hofarchitekten Greiffenclaus, dem Hochfürstlich Würzburgischen Stadt- und Landbaumeister Joseph Greissing, in direktem axialem Bezug auf sein kurz zuvor erweitertes Schloss eine prächtige Kirche mit dem Patrozinium Mariae Himmelfahrt errichten. Ursprünglich Privatkapelle, wurde diese erst 1885 zur Pfarrkirche erhoben. Sie ist die erste barocke Einturmfassadenkirche Mainfrankens und erlangte maßgeblichen Einfluss auf die barocke Sakralarchitektur Frankens und weit darüber hinaus. Besonders auch durch Joseph Greissings Amtsnachfolger Balthasar Neumann und dessen zahlreiche Schüler verbreitete sich dieses Fassadenmodell im Laufe des 18. Jahrhunderts bis an den Rhein und an die Mosel. So elegant proportioniert wie das Äußere, so gediegen ist die Innenausstattung, die durchweg von Würzburger Hofkünstlern geschaffen wurde. Mit edlen schwarzen Stuckmarmorsäulen und reichlich Goldstaffierung versehene Altäre zeigen den Stil Balthasar Esterbauers und verraten zudem den Einfluss Kilian Stauffers, von dem auch der festlich pompöse Stuck in Laubwerksformen stammen könnte. Hofmaler Georg Franz Mika signierte 1714 eines seiner drei Altarblätter, von denen eine vorzügliche Himmelfahrt Mariens nach Rubens den Hochaltar schmückt, an den Seitenaltären der Jesuit Franz Xaver bei der Heidentaufe sowie der Kapuzinerpatron Antonius von Padua mit dem Jesuskind zu finden ist. Absolut außergewöhnlich sind die drei Antependien dazu, die, vom Hofschreiner Servatius Arendt gefertigt, den vollständigen Namen des Bauherrn Johann Philipp Fuchs von Dornheim als kunstvoll ineinander verschlungene, geschnitzte und vergoldete Buchstaben präsentieren. Eine erst gegen 1735 von Hoforgelbaumeister Johann Philipp Seuffert gelieferte Orgel, stilistisch optimal eingepasst, stifteten die Erben des Bauherrn, wie auch das angebrachte Allianzwappen Dalberg-Zobel verrät.
Als Johann Philipp Fuchs von Dornheim 1727 verstarb, fielen seine Güter zu Friesenhausen an seinen Neffen Hugo Philipp Eckenbert (auch Erkambert oder Eckbert), Kämmerer zu Worms, Freiherr zu Dalberg. Ganz im Sinne seines verstorbenen Onkels rief dieser 1731 Kapuziner nach Friesenhausen und ließ ihnen bis 1732 neben der Schlosskirche ein kleines Kloster errichten, ein sogenanntes Kapuzinerhospiz, das bis 1807 offiziell mit Ordensmännern besetzt war. Deren letzter legte 1807 seinen Habit ab, lebte und wirkte hier jedoch weiterhin als Weltpriester bis 1823. Mit Unterbrechungen wohnten anschließend verschiedene Seelsorger, erst als Kuraten, ab 1885 dann mit dem Titel „Pfarrer“, darin. Als letzter im Ort lebender katholische Seelsorger zog Josef Hörnig, Pfarrer von 1940 bis 1963, dann Ruhestandsgeistlicher, Ende der 1970er Jahre aus. Heute wird das schlichte Barockgebäude teils von der Pfarrei genutzt, teils von Mietern bewohnt.
Auch das Schloss Friesenhausen geht in seiner heutigen Gestalt wesentlich auf Johann Philipp Fuchs von Dornheim zurück. Ein kurzer, noch aus der Renaissance stammender, nach Westen gerichteter Baukörper, in dessen Erdgeschoss sich das barock veränderte Hauptportal befindet und der nach oben hin mit einem schmucken Schweifgiebel abschließt, stößt auf eine unregelmäßige Winkelanlage. Von diesen beiden größeren Flügeln stammt der sich vom Hauptportal Richtung Norden erstreckende Teil ebenfalls noch aus der Renaissance. An dessen Nordgiebel ist gut lesbar die Jahreszahl 1593(!) eingemeißelt und etwa im selben Zeitraum wurde auch der kurze Anbau Richtung Westen errichtet. Die Jahreszahl 1593 wurde durch dendrochronologische Altersbestimmung der in den Dachstühlen verbauten Hölzer bestätigt. Die durch das Kunstdenkmäler-Inventar verbreitete 30 Jahre frühere Datierung kann nur ein Irrtum sein, der leider inzwischen vielfach weiterverbreitet wurde. Im Hochbarock erweiterte Fuchs von Dornheim diesen Kern um zwei Flügel, von denen der nach Osten gerichtete inschriftlich mit 1701 bezeichnet ist und der zur Schlosskirche hin gewandte auf 1703 datiert. Sie sind stilistisch so geschickt an die vorgefundenen Renaissanceformen angeglichen, dass kein Bruch erkennbar ist - ein ganz bemerkenswerter Fall von frühem „Historismus“! Als Architekt kommt nicht zuletzt auch deshalb Joseph Greissing in Frage, der mehrfach belegt historische Stile zitiert, so auch Renaissanceformen bei der Erweiterung des Alten Schlosses zu Gereuth bei Ebern. Damit möchte der adelige Bauherr Alter und Herkommen seiner Familie betonen. Es ist gezielt inszeniertes Traditionsbewusstsein und nicht etwa Unkenntnis der aktuellen Architektur. Im Inneren findet sich denn auch eine zeitgemäße Ausstattung mit barockem Treppenhaus und teils prächtigen Stuckdecken mit Laubstäben und Akanthus.
Im 18. Jahrhundert stieg der Ort zum Marktflecken auf. Am 1. Mai 1978 wurde der Markt Friesenhausen im Zuge der Gebietsreform in Bayern in die Gemeinde Aidhausen eingegliedert.

## Baudenkmäler

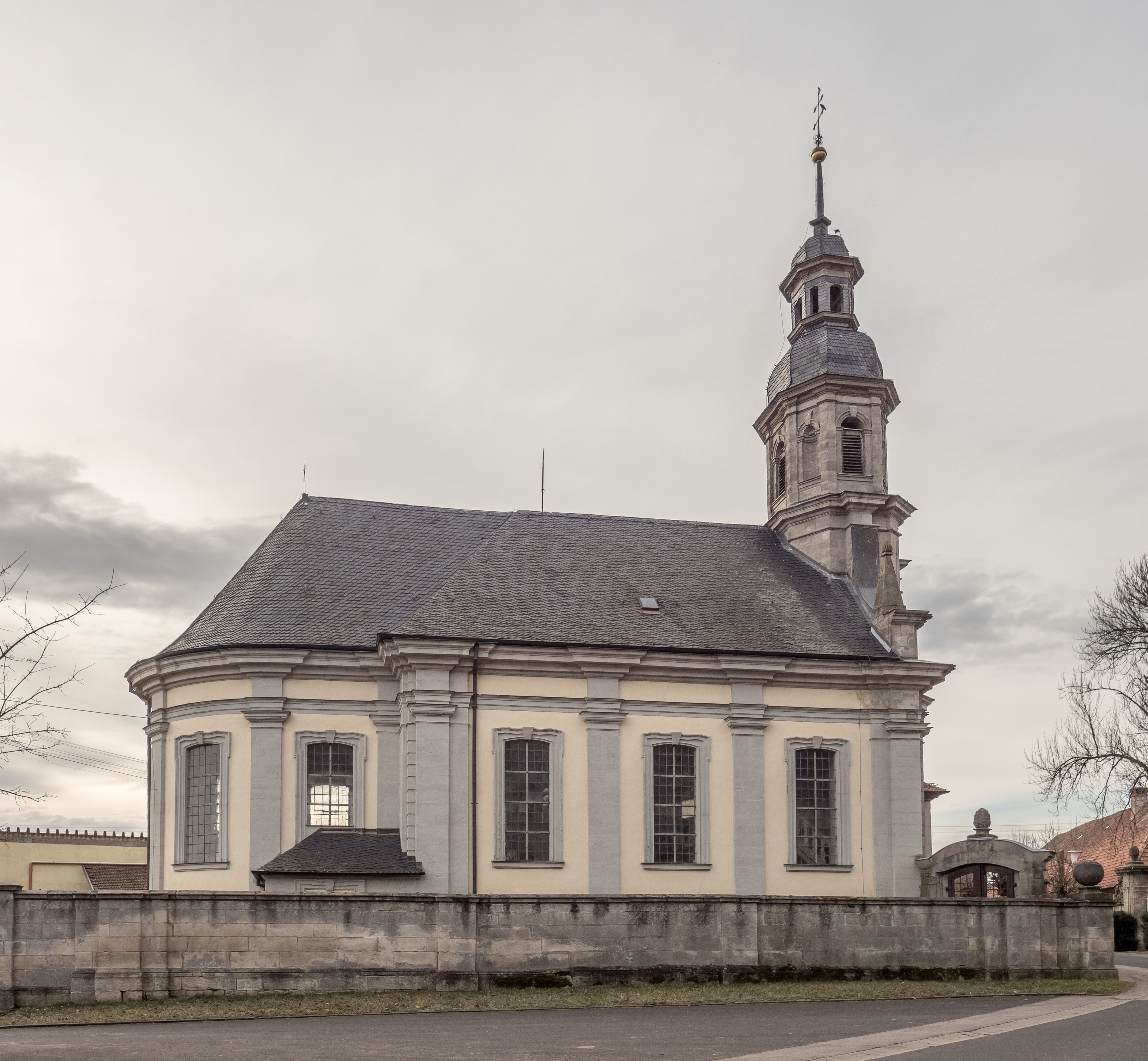
Schlosskirche

Die Hauptsehenswürdigkeit des kleinen Ortes ist die ehemalige Schlosskirche, heute katholische Pfarrkirche, die als erste barocke Einturmfassadenkirche Mainfrankens maßgeblichen Einfluss auf die barocke Sakralarchitektur Frankens und weit darüber hinaus entwickelte. Errichtet von Joseph Greissing, einem Lehrer und direkten Amtsvorgänger Balthasar Neumanns, verbreitete sich dieses Fassadenmodell im Laufe des 18. Jahrhunderts bis an den Rhein und an die Mosel. Sehr malerisch ist das in Privatbesitz befindliche Schloss Friesenhausen mit seinem Park. Sehenswert ist auch die evangelische Pfarrkirche mit ihrem spätgotischen Chorgewölbe, zahlreichen Grabdenkmälern und einem bemerkenswerten Orgelgehäuse.

## Jüdisches Leben in Friesenhausen
Friesenhausen hatte schon im 17. und 18. Jahrhundert jüdische Einwohner. Besser dokumentiert ist allerdings die Zeit von 1825 bis 1870/71, als hier eine relativ große jüdische Gemeinde mit eigener Synagoge bestand, wovon noch heute der Synagogenweg zeugt. 1875 hatte die Landgemeinde 13 jüdische Einwohner. Von besonderer Bedeutung für das jüdische Gemeindeleben im weiteren Umkreis war außerdem die Existenz eines rituellen Bades (Mikwe), für das eigens ein Bachlauf umgeleitet wurde. Synagoge und Mikwe sind aktuell Wohnhäuser. Die verstorbenen Gemeindemitglieder wurden auf dem jüdischen Friedhof von Kleinsteinach in der heutigen Gemeinde Riedbach beerdigt.

## Vereinsleben
Friesenhausen ist für die Laientheateraufführungen des Theatervereins bekannt, die jedes Jahr eine Vielzahl von Besuchern in das Dorf locken. Der Verein „besser gemeinsam leben Haßberge e. V.“ fördert mit verschiedenen Projekten ein nachhaltiges, selbstversorgendes und generationenübergreifendes Zusammenleben im Ort. Daneben gibt einen Fußballverein und weitere Sport- und Musikvereine.

## Persönlichkeiten
- David Friesenhausen (1750–1828), Mathematiker
- Martin Schmidt (1933–2011), Gräzist und Politiker der Grün-Alternative Liste Hamburg (GAL).